# Halte De Haar
De Haar was een halteplaats aan de spoorlijn Kesteren - Amersfoort bij wachterswoning 35, in de buurtschap De Haar bij Overberg in de gemeente Utrechtse Heuvelrug.
Op deze halte stopten de treinen alleen op verzoek. In 1889 werd een abri met plaatskaartenkantoor gebouwd. Er werd ook een enkelsporige aansluiting gemaakt die de Veenendaallijn moest verbinden met de Rhijnspoorweg tussen Utrecht en Arnhem. Er werd ook een seinhuis gebouwd dat er tot 1927 heeft gestaan, maar de aftakkingswissels van de Rhijnspoorweg naar de Veenendaallijn zijn nooit aangelegd. De Haar was een halte aan de vrije baan en was niet in het blokstelsel opgenomen. De wachter en diens vrouw bedienden alleen de overwegbomen en verkochten de plaatsbewijzen.
In 1927 werd de halte gesloten voor het reizigersvervoer en stopten er geen reizigerstreinen meer op De Haar. Het noordelijke spoor van de verbindingsbaan werd iets verlegd en ingericht als losspoor. Op de plaats van het zuidelijke spoor werd een losweg gemaakt. Er is daar ook een kolenloods gebouwd. Op de losweg werden jarenlang steenkolen gelost. In de loop der jaren zijn het seinhuis en de halteinrichtingen opgeruimd, nog voor 1938. Bij aanleg van de nieuwe Veenendaallijn verdween het losspoor en de losweg werd afgegraven. Ook de overweg ten westen van wachtpost 35 verdween. Wel kwam een nieuwe AHOB-spoorwegovergang net ten oosten van woning 35. Net als vele andere wachterswoningen verkocht de NS ook deze woning. Inmiddels is woning 35 nog steeds aanwezig en wordt bewoond door particulieren.